# Ruillé-en-Champagne
Ruillé-en-Champagne é uma comuna francesa na região administrativa do País do Loire, no departamento de Sarthe. Estende-se por uma área de 15 km². Em 2010 a comuna tinha 318 habitantes (densidade: 21,2 hab./km²).